# Station Étival-Clairefontaine
Station Étival-Clairefontaine is een spoorwegstation in de Franse gemeente Étival-Clairefontaine.